# Saeed Hanaei
Saeed Hanaei (Mashhad, 5 aprile 1962 – Mashhad, 8 aprile 2002) è stato un serial killer iraniano, anche noto come Said Hanai.
Ha strangolato sedici prostitute.

## Nella morsa del Ragno
La catena di omicidi partì nel 2000 e finì nel 2001. La zona colpita fu la città sacra di Mashhad, sede di un importante santuario sciita e meta di pellegrinaggio religioso, 900 km (550 miglia) a nord-est da Teheran. Le vittime erano prostitute che il killer attirava in casa sua mentre la famiglia era assente per pregare; le strangolava con il loro foulard mentre aveva un rapporto sessuale. I corpi non li nascondeva, ma li scaricava ai bordi delle strade o nelle fogne a cielo aperto; venivano trovati avvolti nel loro chador, una lunga e fluente veste nera che ricopre le donne dalla testa ai piedi. La stampa li definì “gli Spider Murders” (“gli Omicidi del Ragno”), in quanto Hanaei attirava le malcapitate e, una volta in trappola, le assaliva, come fanno i ragni con le prede. La polizia, vista la forte impennata di uccisioni, prese la contromisura di togliere tutte le prostitute dalla strada. Il killer era insospettabile: appariva agli occhi degli altri come un semplice operaio edile di 39 anni molto devoto alla sua religione, sposato e con un figlio.

## Arresto e movente
Hanaei fu arrestato il 25 luglio del 2001 a seguito di un tentato omicidio; una delle sue vittime sopravvisse al suo assalto e corse dalla polizia a denunciare il fatto; gli agenti arrivarono a Saeed, che arrestarono subito. In carcere confessò tutti e 16 gli omicidi ed il suo caso si diffuse rapidamente attraverso i media. Hanaei spiegò anche il movente: considerava le prostitute come “esseri peccaminosi, corrotti moralmente e che corrompevano, uno spreco di sangue’' e quindi ne doveva ripulire la città. La sua, come lui stesso la descrisse, era “una crociata personale per amore di Dio e per la tutela della religione’'.
Questo movente fu apprezzato da alcuni gruppi fondamentalisti e militanti islamici, che considerarono il killer come “un eroe che difende la città da una piaga sociale crescente”. Hanaei sarebbe più simile ad un terrorista che a un assassino seriale. Tra i suoi simpatizzanti si contano anche il figlio Alì (che all'epoca dei fatti aveva 14 anni) e la madre. Alì disse che il padre, se fosse morto, sarebbe stato sostituito da altri killer. Alcune persone gli chiesero di continuare ciò che Saeed stava facendo e lui disse “aspettiamo e vediamo (let's wait and see...)”; in generale, provava orgoglio. La maggioranza della popolazione comunque non ha elogiato il killer.
Hanaei aggiunse anche che, secondo lui, Dio aveva approvato la sua “opera”, in quanto, dopo che commise i primi 12 omicidi, arrivò una pioggia torrenziale che fermò un lungo periodo di siccità. Si convinse di continuare e strangolò altre 4 prostitute prima di essere fermato. Prima dei fatti, Hanaei si era arruolato nell'esercito iraniano come volontario e aveva combattuto in Iraq tra il 1980 e il 1988; disse che gli omicidi erano una “continuazione dello sforzo bellico”. L'ossessione per le prostitute gli venne quando un tassista scambiò la moglie per una di loro su una strada che era un luogo di ritrovo. Questa strada era anche vicina alla casa del killer: aveva più vicinanza con le vittime. Qualche tempo dopo l'arresto, sono morte altre 19 prostitute: almeno 3 omicidi sono stati attribuiti ai copycat di Hanaei.

## La fine
Nel settembre 2001 fu giudicato colpevole di 16 omicidi e condannato a morte per impiccagione. Il giudice aveva inizialmente promesso un'esecuzione pubblica, ma poi cambiò decisione. L'avvocato della difesa citò una disposizione ambigua della legge iraniana che si riferiva ai peccatori come uno “spreco di sangue” e sostenne che l'imputato Hanaei doveva meritare un trattamento indulgente, ma non ottenne nulla. La sentenza venne eseguita all'alba dell'8 aprile 2002, nel cortile del carcere di Mashhad: erano presenti alcuni parenti delle vittime. Non furono ammesse telecamere, ma solo alcuni giornalisti che documentassero il fatto. Fino all'ultimo pensò che uno dei suoi sostenitori lo potesse salvare. Sulla pietra tombale si legge: “Se ho rimosso la corruzione, è stato per il bene del popolo”.

## Dopo l'incidente
Il caso sollevò le autorità iraniane sul diffuso problema della prostituzione e del traffico di droga, specialmente oppio. Esse constatarono che, nel periodo degli omicidi, c'era un tasso fiorente di prostituzione che si stava progressivamente alzando. Sulla storia di Hanaei è stato realizzato nel 2002 un documentario, And Along Came a Spider di Maziar Bahari, e nel 2022 un film di finzione, Holy Spider di Ali Abbasi, presentato al 75º Festival di Cannes, in cui Hanaei è interpretato da Mehdi Bajestani. La pellicola è stata presentata in première al Festival del cinema di Edimburgo. Il concept album Along Came a Spider, pubblicato nel 2008 dal cantante shock rock Alice Cooper, è ispirato a questi eventi.